# ニコライ・ザテエフ
ニコライ・ウラジミロビッチ・ザテエフ (ロシア語: Никола́й Влади́мирович Зате́ев, ラテン文字転写: Nikolai Vladimirovich Zateev,1926年6月30日 - 1998年8月28日）は、ソビエト連邦海軍の軍人。1961年7月に冷却水漏れ事故を起こした原子力潜水艦K-19の艦長として知られる。
深刻な放射線被曝にもかかわらず、ザテエフとK-19のクルーの行動によって、最悪の事態はなんとか避けることが出来た。事故後、ザテエフとクルーはソビエト連邦政府から「事故について一切話さない事」と誓わされた。ソビエト連邦の崩壊後ようやく、事故について明らかにする事を許されるようになった。ザテエフは後に事故の回顧録を出版し、これを元に多数の文学作品のほか、2002年のドキュメンタリー（K-19: Doomsday Submarine）、映画（K-19 (映画)）が作られた。この回顧録でザテエフは、ロシア初の弾道ミサイル搭載原子力潜水艦の建造を急ピッチで進めたことを批判した。
1961年7月4日のザテエフとクルーの行動により、2006年3月、その時生存していた乗員は共同でノーベル平和賞に推薦された。

## 経歴
ザテエフはニジニ・ノヴゴロドに生まれた。1943年、赤軍に徴兵されバクー海軍予備学校で学ぶ。1944年にはレニングラードにあるミハイル・フルンゼ高等海軍学校の航海科に士官候補生として入学、卒業後は任官。1940年代後半、黒海艦隊に配属され航海士として潜水艦に勤務した後、副長まで昇進した。1954年、上級士官課程を卒業し潜水艦の指揮権を与えられた。ザテエフの潜水艦は優れた射撃成績をあげ、その報酬として国防大臣ゲオルギー・ジューコフから早期昇進を認められた。1958年、北方艦隊に異動し、就役したばかりのK-19の指揮権を与えられた。

## K-19

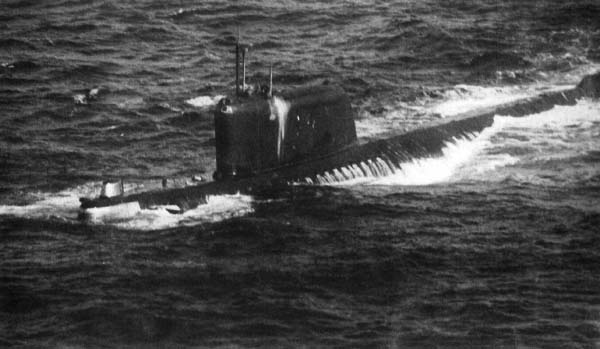
K-19：旋回する米海軍ヘリから撮影。

1961年7月4日、K-19はグリーンランド南方沖を航海中、右舷原子炉の接近が困難な区画で冷却水漏れが発生し、冷却系が急減圧した。冷却水の喪失によって原子炉が過熱し始め、制御棒を危険にさらした。ザテエフは、これが核爆発につながると誤解していた。彼は、この爆発が近くのNATO軍基地に損傷を与え、ソ連とアメリカの間で核戦争を引き起こす可能性があると考えた。
このことについて、ミハイル・ゴルバチョフは後に”K-19で爆発が起これば、それは軍事的な挑発か、北アメリカ沿岸に核攻撃を企てていると取られる可能性があった。アメリカとNATOの即時反撃が第三次世界大戦のきっかけとなる可能性があった。”と述べている。
7月4日以降、原子炉に入ったクルー8人が日を追うごとに亡くなったが、応急修理を施した冷却システムによって大惨事になることは避けられた。K-19は事故後母港まで曳航され、原子炉の交換が2年間にわたって行われた。事故後、ザテエフとクルーは事故について他言しないよう命じられ、事故の件はK-19の交代クルーにも、死亡したクルーの家族にも知らされることはなかった。
ミハイル・ゴルバチョフがノルウェー・ノーベル委員会宛に書いた2006年2月1日付けのノーベル平和賞推薦状を取り上げたインテルファクス通信によると、1990年までこの事故は秘匿されており、放射線被曝の犠牲となったクルーの遺体は鉛製の棺桶で埋葬されたという。また、この時点での存命者は139人中56人であった。
事故後のザテエフは海軍で陸上勤務を続けた。1962年から1965年にかけて、レニングラードの海軍士官学校で学び、その後レニングラード海軍基地の部門長、続いてモスクワの海軍本部勤務となった。1972年、造船所からの新造艦の承認を担当する海軍試験部門の長となった。1986年に退役し、1990年以降は積極的にソビエト海軍の退役軍人の活動に関与していた。1998年、K-19事故時の副長アルヒーポフの死から9日後の8月28日、長い闘病生活の末、肺がんで亡くなる。遺体はモスクワのクズミンスコエ墓地で、K-19の事故で亡くなった、5人の仲間の近くに埋葬された。

## 登場作品
映画『K-19』中で、ハリソン・フォードが演じたアレクセイ・ボストリコフ艦長は、ザテエフ艦長が元となっている。

## 勲章
- 赤旗勲章
- ソ連軍における祖国への奉仕に対する勲章（英語版）
- 「勇気に対する」勲章（英語版）